# Sacé

Sacé este o comună în departamentul Mayenne, Franța. În 2009 avea o populație de 440 de locuitori.